# 広久手町 (瀬戸市)
広久手町（ひろくてちょう）は、愛知県瀬戸市山口連区の町名。丁番を持たない単独町名である。

## 地理
- 瀬戸市の南端に位置する[8]。西を吉野町・屋戸町、北を海上町、東を豊田市広幡町、南を豊田市八草町と隣接している[8]。
- 山口谷の東奥で、一帯は120〜260mの山林[8]。
- 瀬戸窯業の発生を示す平安時代の古窯址と、集落を見下ろす南の丘陵上に中世の五輪塔、観音堂跡がみられる[8]。

### 河川
- 赤津川 ： 町の北西端をかすめるように流れている。この部分で海上川と合流し、矢田川の源流となる。
- 海上川（赤津川支流） ： 町の北端、海上町との町境を西流し、北西端で赤津川に注ぎ込んでいる。
- 吉田川（矢田川支流） ： 町の南部を西流している。
- 屋戸川（矢田川支流） ： 町の西部を北流している。
- 寺山川（屋戸川支流） ： 町の中央部を北流している。

- 海上川（広久手町・海上町境）
- 赤津川と海上川の合流点[注釈 1]
- 吉田川（広久手町内）
- 屋戸川（広久手町内）

### 学区
市立小・中学校に通う場合、学区は以下の通りとなる。また、公立高等学校普通科に通う場合の学区は以下の通りとなる。
| 番・番地等 | 小学校               | 中学校             | 高等学校 |
| ---------- | -------------------- | ------------------ | -------- |
| 全域       | 瀬戸市立幡山東小学校 | 瀬戸市立幡山中学校 | 尾張学区 |

## 歴史

### 町名の由来
町名設定の際、旧山口村字広久手の小字名を採って広久手町にしたと推察される。

### 沿革
- 1981年（昭和56年）3月31日 - 瀬戸市大字山口字広久手・海上の各一部により、同市広久手町として成立[2]。

## 世帯数と人口
2024年（令和6年）2月1日現在の世帯数と人口は以下の通りである。
| 町丁     | 世帯数 | 人口 |
| -------- | ------ | ---- |
| 広久手町 | 0世帯  | 0人  |

### 人口の変遷
国勢調査による人口の推移
| 1995年（平成7年）  | 0人 | [ 11 ] |  |
| 2000年（平成12年） | 0人 | [ 12 ] |  |
| 2005年（平成17年） | 0人 | [ 13 ] |  |
| 2010年（平成22年） | 0人 | [ 14 ] |  |
| 2015年（平成27年） | 0人 | [ 15 ] |  |
| 2020年（令和2年）  | 0人 | [ 16 ] |  |

### 世帯数の変遷
国勢調査による世帯数の推移。
| 1995年（平成7年）  | 0世帯 | [ 11 ] |  |
| 2000年（平成12年） | 0世帯 | [ 12 ] |  |
| 2005年（平成17年） | 0世帯 | [ 13 ] |  |
| 2010年（平成22年） | 0世帯 | [ 14 ] |  |
| 2015年（平成27年） | 0世帯 | [ 15 ] |  |
| 2020年（令和2年）  | 0世帯 | [ 16 ] |  |

## 交通

### 鉄道
町内に鉄道は走っていない。最寄り駅は愛知環状鉄道・愛知環状鉄道線山口駅・八草駅になる。

### バス
町内にバスは走っていない。最寄りのバス停は、瀬戸市コミュニティバス「上之山線」の大坪町バス停になる。

### 道路
町内に国道・県道は走っていない。

## 施設
- 海上の森 ： 瀬戸市海上町を中心に上之山町、屋戸町、吉野町、広久手町にかけての地にある約600haの里山と森林、公園。広久手町内には、五輪塔・赤池・シデコブシの沢筋湿地・三角点などがある。
- 多度神社 ： 海上島の氏神[17]。かつては宮内庁の所有地であった[17]。5月5日に祭礼が行われる[17]。

- 海上の森 五輪塔
- 海上の森 赤池
- シデコブシの沢筋湿地
- 海上の森 三角点

## その他

### 日本郵便
- 郵便番号 : 489-0856[6]（集配局：瀬戸郵便局[18]）。